# Can Pruna (Bigues)
Can Pruna és una masia del poble de Bigues, en el terme municipal de Bigues i Riells, a la comarca catalana del Vallès Oriental.
Està situada en el sector nord del Rieral de Bigues, però a prop ja de la zona central d'aquest nucli de població. És a l'esquerra del Tenes, ran mateix del riu, al nord del Pont Nou de la Fàbrica, a llevant del Molinet, però a l'altre costat del riu.
Can Pruna havia estat una petita indústria tèxtil, abandonada de fa temps.